# Dario Chiaradia
Dario Chiaradia (Caneva, 28 aprile 1901 – Rossoš', 6 gennaio 1943) è stato un militare italiano insignito della medaglia d'oro al valor militare alla memoria nel corso della seconda guerra mondiale.

## Biografia
Nacque a Caneva di Sacile, provincia di Pordenone, il 28 aprile 1901. Capitano complemento, 8º reggimento alpini, battaglione Cividale.
Arruolatosi nel Regio Esercito frequentò la Scuola allievi ufficiali di complemento del Corpo d'armata di Verona, da cui uscì con il grado di sottotenente dell'arma di fanteria il l0 agosto 1922, assegnato all'8º Reggimento alpini venendo posto in congedo nel marzo 1923. Conseguita l'abilitazione magistrale e il diploma di segretario comunale, diresse per molti anni l'ufficio di vice segretario del comune di Sacile. Dopo l'entrata in guerra del Regno d'Italia, il 10 giugno 1940, si sottopose ad un intervento chirurgico pur di essere richiamato in servizio attivo e il 6 aprile 1941, con il grado di capitano, fu assegnato al battaglione alpini "Cividale" dell'8º Reggimento alpini che raggiunse in Albania. Rientrato in Italia con il suo reparto l'anno successivo, nell'agosto 1942 partì con il reggimento, inquadrato nella 3ª Divisione alpina "Julia",  per l'Unione Sovietica al comando della 20ª Compagnia. Rimasto ferito in combattimento il 5 gennaio 1943, decedeva presso l'ospedale di Rossoš' il giorno dopo. Fu insignito della medaglia d'oro al valor militare alla memoria. Nel 1970 gli è stata intitolata una strada a Pordenone.